# Hôtel-Dieu (Beaune)

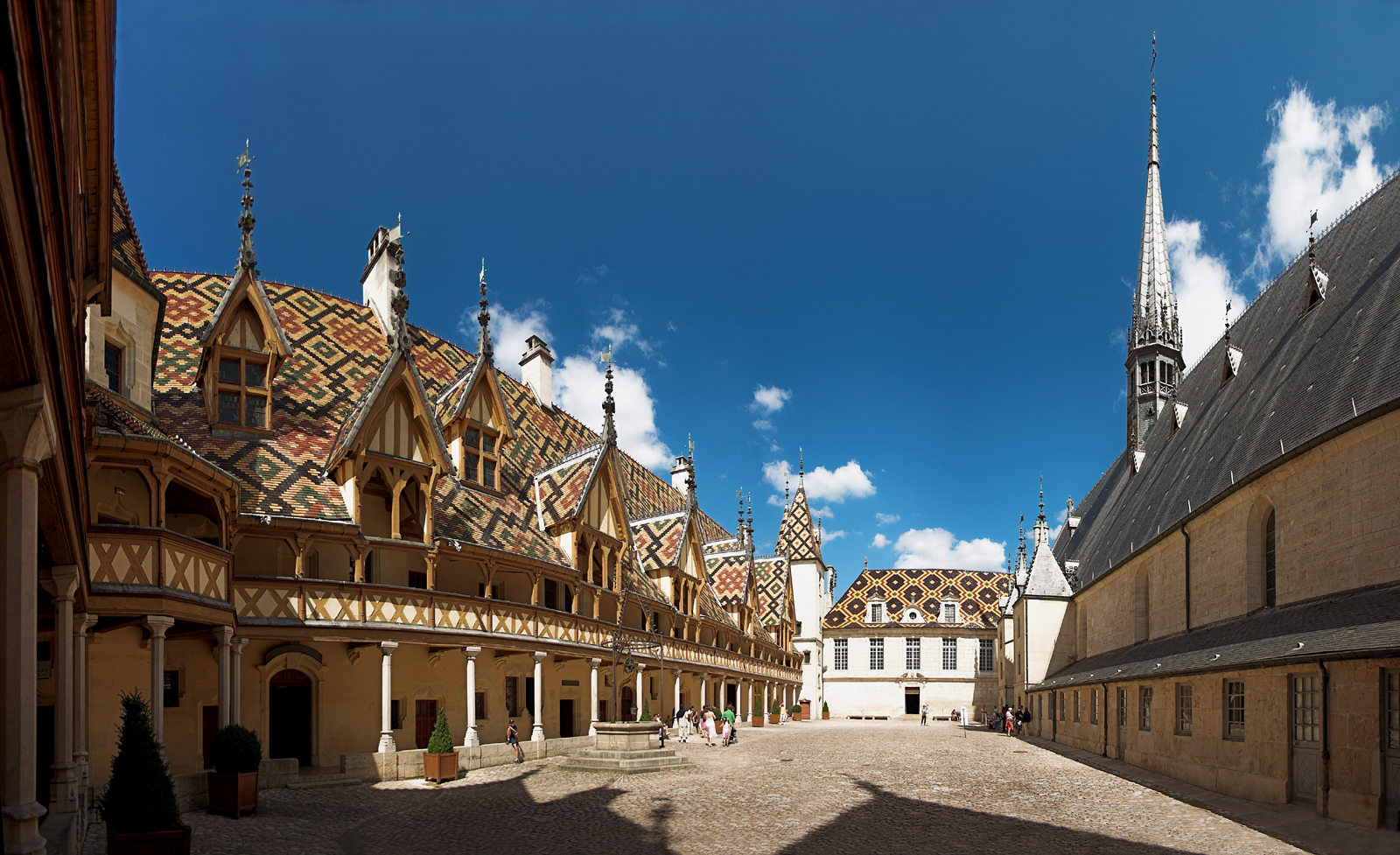
Innenhof des Hôtel-Dieu

Das Hôtel-Dieu ist ein ehemaliges Krankenhaus in Beaune. Es wurde im Jahre 1443 gegründet und bis 1971 als Hospital genutzt. Das Hôtel-Dieu ist nun ein Teil des Gebäudekomplexes des Hospices Civils de Beaune. Heute werden Teile des alten Komplexes als Altersheim genutzt, während der Rest als Museum besichtigt werden kann und einen interessanten Einblick in die Krankenpflege der Frühen Neuzeit gewährt.

## Geschichte

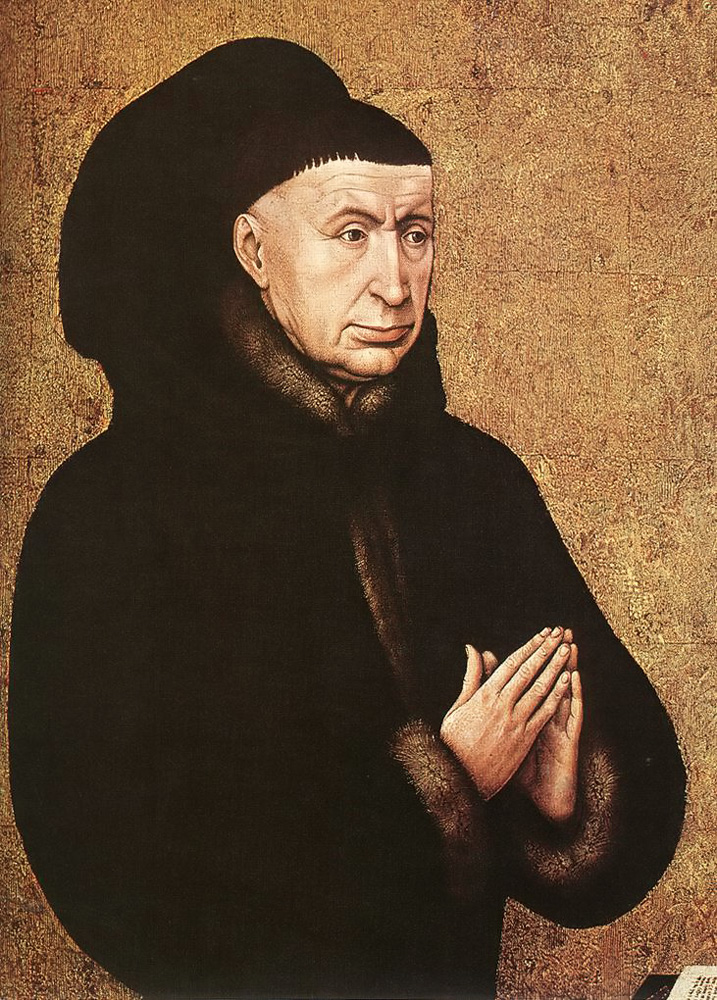
Rogier van der Weyden: Nicolas Rolin

Nach dem Hundertjährigen Krieg litten die Menschen in der Region Côte-d’Or unter drückender Armut. Vielen drohte der Hungertod. In der kleinen Stadt Beaune waren fast drei Viertel aller Einwohner davon bedroht, da sie durch die Kriegswirren mittellos geworden waren. Um ihr eigenes Seelenheil bemüht, beschlossen Nicolas Rolin, Kanzler des burgundischen Herzogs Philipp des Guten, und seine Frau Guigone de Salins, hier ein Hospital zu stiften:

„Ich, Nicolas Rolin, Ritter, Bürger von Autun, Herr von Authume und Kanzler von Burgund, an diesem Sonntag, dem 4. Tag des Monates August, im Jahre des Herrn 1443, […] im Interesse meines Seelenheils, danach strebend, irdische Gaben gegen Gottes Gaben zu tauschen, […] gründe ich, und vermache unwiderruflich der Stadt Beaune ein Hospital für die armen Kranken, mit einer Kapelle, zu Ehren Gottes und seiner glorreichen Mutter […]“

Die Grundsteinlegung durch Nicolas Rolin erfolgte 1443, wie noch heute am Eingangsportal zu sehen ist. Am 1. Januar 1452 nahm das Krankenhaus seinen ersten Patienten auf.
Rolin versah das Hospital mit 1000 Tourainer Pfund (Livres tournois) jährlicher Rente, bezogen aus dem Ertrag der „Großen Saline“ von Salins. Die Leitung der Einrichtung oblag einem „maître“; dieser hatte eine Gemeinschaft von „frommen Frauen“ (Beginen) zu führen, den „Béguines venues de Malines“ (→ Großer Beginenhof Mecheln, französisch Béguinage de Malines), die ihre Ordensregel im Jahre 1459 erhielten. Die Seelsorge war zwei Kaplänen anvertraut, und schließlich überwachte Kanzler Rolin selbst die Weiterentwicklung des „Hôtel-Dieu“. Nach seinem Tode im Jahre 1461 sorgte seine Gemahlin, Guigone de Salins, für das Hospital.
Dem Krankenhaus wurde im Laufe der Zeit von vielen Bewohnern der Region ausgedehnter Grundbesitz vermacht. Die Zuweisung des Vermögens umliegender kleinerer Krankenanstalten im 17. Jahrhundert verbesserte die finanzielle Ausstattung des Hospizes noch weiter. Im Laufe der Jahrhunderte fanden daher zahlreiche Um- und Ausbauten statt, das spätmittelalterliche Erscheinungsbild blieb jedoch bis heute erhalten. Die Hauptgebäude (Nord- und Südflügel) stammen aus dem 15. Jahrhundert. Im 17. und 18. Jahrhundert kamen stilistisch angepasste Seitenflügel hinzu, sodass das Ensemble heute ein den Innenhof umfassendes Viereck bildet. Drei der Gebäude wurden im Stil der Renaissance gebaut. Besonders auffallend sind die bunten Dächer, die aus verschiedenfarbigen glasierten Terrakottaziegeln bestehen und zahlreiche Dachluken besitzen. Das spätgotische Eingangsgebäude steht mit seinen grauen Steinen und dem Schieferdach dazu in deutlichem Kontrast.
Bis ins 20. Jahrhundert hinein kamen Alte, Behinderte, Waisen, Kranke, Gebärende und Notleidende in die Institution.

## Grundriss des Hospitals
Um den rechteckigen Ehrenhof gruppieren sich zahlreiche Säle, die jeweils unterschiedlichen Aufgaben dienten. Die folgende Aufzählung listet die Räume, am Eingang beginnend, im Uhrzeigersinn auf:

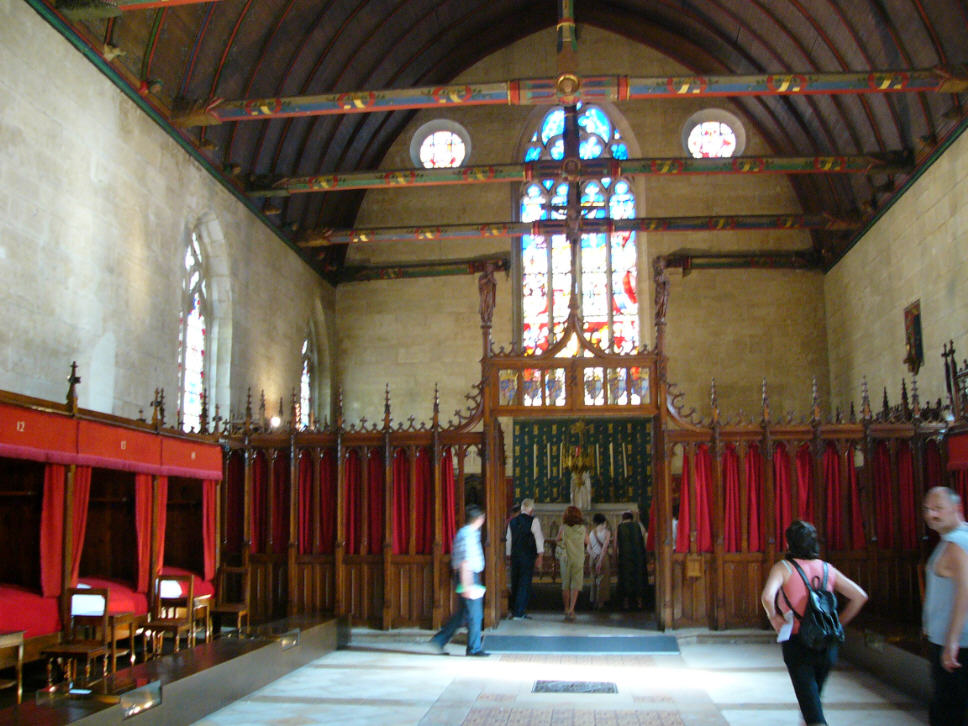
Großer Armensaal

- Der große Armensaal mit Kapelle stellt – wie der Name erkennen lässt – den größten Saal zur Krankenpflege dar. Er wurde 1452 eingeweiht und beherbergte bis 1951 Kranke und Arme. Das Mobiliar besteht aus 30 Betten in zwei Reihen, in denen jeweils 2 Personen lagen. Dies erfolgte nicht aus Platzgründen, sondern um den Patienten die Möglichkeit zu geben, sich gegenseitig zu wärmen. Ansonsten waren zum Wärmen nur zinnerne Wärmflaschen, Wandteppiche und Vorhänge vorhanden. Eine Zentralheizung wurde erst 1925 eingebaut. Der Raum verfügt nur über wenige Fenster. Die Ärzte der damaligen Zeit waren der Überzeugung, dass sich gefürchtete Krankheiten wie Pest, Masern oder Grippe besonders gut in schlechter Luft ausbreiten würden. Ein Krankensaal musste also vor der von außen eindringenden, unreinen Luft (Miasmen) abgeschottet werden. So hat man im Gebäude nur wenige, kleine Öffnungen zugelassen. Die sich dadurch nur langsam austauschende Luftmasse im Inneren hat man durch aromatische Duftstoffe und Kräuterauszüge oder Weihrauch gereinigt.

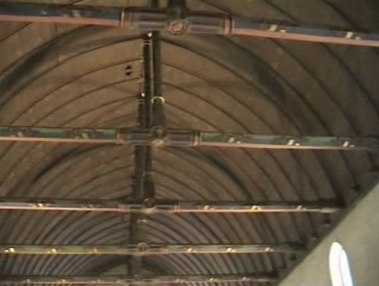
Tonnengewölbe

Die Decke im Inneren bildet ein in Kastanienholz paneeliertes Tonnengewölbe, gegliedert durch bemalte Stützbalken, die aus den Rachen mittelalterlicher Drachen ragen. Das Dach symbolisiert einen auf den Kopf gestellten Schiffsrumpf und sollte den Kranken eine sichere Atmosphäre bieten.
Die Kapelle am Ende des Saales ermöglichte es den Kranken, vom Bett aus die Heilige Messe zu verfolgen und gleichzeitig mit ihren Gebeten den Wohltätern der Einrichtung zu danken. In dieser Kapelle hing damals das Jüngste Gericht, der Flügelaltar des flämischen Malers Rogier van der Weyden.
- Das 17. Jahrhundert war eine Periode voller Aktivität für das Hospiz mit einer Kapazität von nunmehr 160 Betten. Mit großem finanziellem Aufwand schuf man weiteren Raum zur Unterbringung von Kranken. Im rechtwinklig angrenzenden, sehr kleinen Saal „Sainte-Anne“ wurden nur einige wenige Adelige versorgt.
- Auch der Saal „Saint-Hugues“ diente zur Versorgung von begüterten Kranken. Die Einrichtung (ca. 1645) des Saales mit seinen 12 Betten wurde durch eine Spende ermöglicht. Die prächtigen Bilder des Malers Isaac Moillon stellen Wunder aus dem Wirken Jesu dar und sollen den hier gepflegten Schwerkranken Hoffnung vermitteln.
- Der Saal „Saint-Nicolas“ war für Versorgung der akut in Lebensgefahr schwebenden Patienten gedacht. Im Jahre 1658 stellt der junge Ludwig XIV. die dazu notwendigen Mittel zur Verfügung. Somit konnte das Hôtel-Dieu stets eine Trennung der verschiedenen Krankheitsgrade erreichen. Erst von diesem Zeitpunkt ab war auch die Trennung von weiblichen und männlichen Patienten möglich.
- eine große Küche inkl. Geschirr und gotischem Kamin
- eine Apotheke samt Zinngefäßen und teilweise noch Drogen enthaltenden Flakons und Fayencen aus Nevers. In der Apotheke wurden die Medikamente, meistens Naturheilmittel, in Gläsern oder Steinguttöpfen aufbewahrt.
- ein angrenzendes kleines Labor zur Herstellung der Medikamente
- Den Abschluss bildete eine große Scheune. Im Jahr 1661 wurde diese jedoch ausgebaut, da weiterer Raum zur Krankenversorgung benötigt wurde. Heute trägt der Saal den Namen "Saint-Louis" und dient als Ausstellungsraum.
- Den Abschluss bildete ursprünglich ein Backhaus. Hier wurde das Brot gebacken, das man unter die Armen der Stadt verteilte. Da im Jahre 1828 ein Vertrag mit den Bäckern von Beaune geschlossen werden konnte, worin diese zusicherten, die Aufgabe des Brotbackens für die Armen zu übernehmen, wurden die alten Backöfen geraume Zeit später abgerissen und eine Vergrößerung des Saales Saint-Louis durchgeführt.

## Ausstattung

Ehrenhof

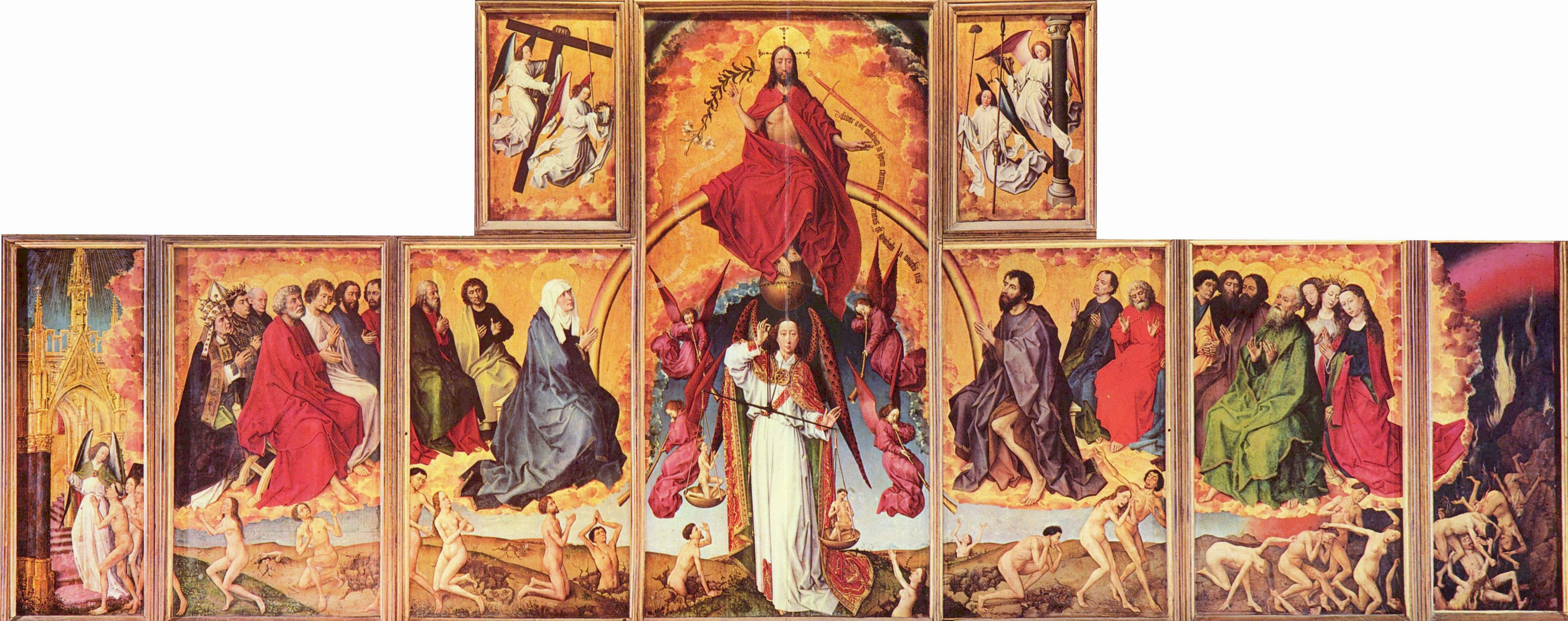
Altar: Das Jüngste Gericht

Das Hospital fiel von Anfang an durch seine überaus prächtige Ausstattung auf. Nicolas Rolin hatte sich zum Ziel gesetzt, dass das Hôtel-Dieu eines der schönsten Hospitäler in ganz Frankreich werden sollte. Seine Inspirationen hatte er sich auf zahlreichen Reisen in Flandern geholt. Die dortigen Krankenhäuser wollte er weit übertreffen.
Anhand eines detaillierten Inventars aus dem Jahre 1501 kann man heute noch nachvollziehen, dass Nicolas Rolin die Anstalt seit der Gründung mit Kunstwerken, Mobiliar, Wandteppichen und anderen Gegenständen ausgestattet hatte. Am bedeutendsten ist das große Polyptychon des Jüngsten Gerichts, das einst in der Kapelle des großen Armensaales aufgestellt war. Es stammt von Rogier van der Weyden (1399–1464) und hängt heute im Saal „Saint-Louis“.
Durch zahlreiche Stiftungen, Schenkungen und Vermächtnisse von Wohltätern oder Kranken nahm die Pracht des Gebäudekomplexes im Laufe der Jahrhunderte weiter zu, sodass man nicht selten von einem Palast für die Armen sprach. Eine Bestandsaufnahme ergab, dass ungefähr 2500 Möbelstücke, Betten, Truhen sowie 2500 Gegenstände wie Wandteppiche, Bilder, Skulpturen und Apothekertiegel im Haus vorhanden sind.

## Architektur
Das Hôtel-Dieu stellt ein typisches Bauwerk der flämischen Gotik dar. Die bereits erwähnten farbigen Dächer fanden im Burgund ansehnliche Verbreitung, so dass sie als typisch für diese Region gelten. Ursprünglich jedoch stammen sie aus Österreich-Ungarn.

## Finanzierung

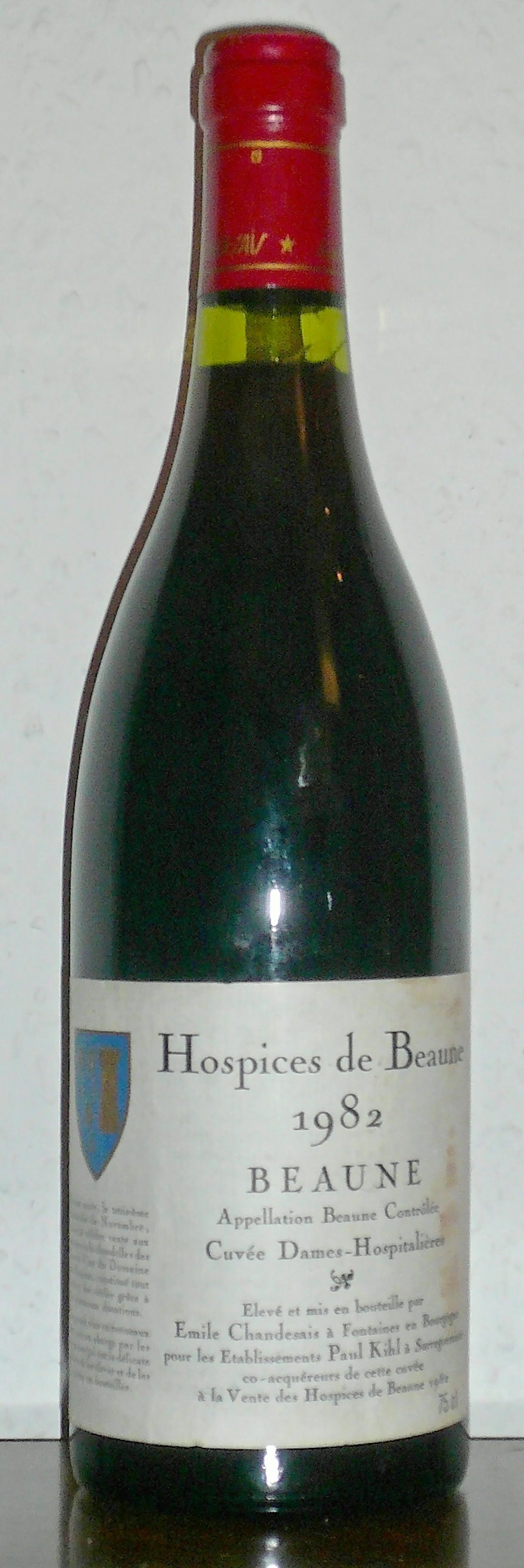
Hospices de Beaune, Cuvée Dames-Hospitalières 1982

Das Hospital wird bis heute vor allem durch die Erträge von Weinbergen finanziert, die über die Jahrhunderte durch Erbschaft und Vermächtnisse in den Besitz des Hospizes gelangten. Einmal jährlich während der „Trois Glorieuses“, der Drei glorreichen Tage, findet eine Auktion von Fasswein aus dem Stiftungsbesitz im Hospiz von Beaune statt. Jeder, der als Weinhändler in Frankreich um seine Reputation besorgt ist, wird versuchen, ein Fass zu ersteigern. Die Preise für diese Fässer tragen hierdurch eine Art „Sozialzuschlag“, sie sind jedoch zugleich für den gesamten Weinhandel ein Grobindikator zur Qualität eines Jahrgangs der Burgunder-Weine: Wenn in Beaune hohe Preise bei der Hospiz-Auktion erzielt werden, so wird der gesamte Burgunderwein-Jahrgang teuer. Denn im Vorfeld finden aus den Fässern umfangreiche Verkostungen statt, und aus allen Regionen Frankreichs finden sich die Fachleute ein, um den neuen Jahrgang zu bewerten.
Dem Hospiz gehören Lagen in den feinsten Gemarkungen der umliegenden Côte-d’Or. Zum Besitz gehören viele Premier Cru-Lagen und auch einige Grand-Cru-Lagen. Die Weine tragen die Namen der jeweiligen Stifter. Besonders bekannt sind die Cuvées „Nicolas Rolin“ und „Guigone de Salins“, jeweils Beaune Premier Cru und Corton „Docteur Peste“. Stiftungen jüngeren Datums sind der Mazis-Chambertin „Cuvée Madeleine Collignon“ und der Clos de la Roche „Cuvée Georges Kriter“. Es wurden zum Teil Auktionspreise bis zu 40.000 Euro für ein Pièce, das ist ein Holzfässchen mit ca. 228 Liter, erzielt, umgerechnet ein Einzelflaschen-Preis von über 250 Euro.